# Tingtjärnen (Stöde socken, Medelpad)
Tingtjärnen är en sjö i Sundsvalls kommun i Medelpad och ingår i Ljungans huvudavrinningsområde.